# Balogh Ferenc (építész)
Balogh Ferenc (Kolozsvár, 1941. március 9. – Budapest, 2002. október 29.) romániai magyar építészmérnök. Balogh Edgár fia.

## Életútja
A kolozsvári Brassai Sámuel Líceumban érettségizett,(1957) ugyanitt a Politechnikai Intézetben szerzett diplomát. 1966-tól a kolozsvári Kutató és Tervező Intézet főtervezőmérnöke.
Első írása a Korunkban jelent meg (1967), itt s az Utunk, A Hét hasábjain foglalkozott építészettörténeti és urbanisztikai kérdésekkel. E témakörbe kapcsolódik a Korunk Könyvek sorozatában utószavával és jegyzeteivel megjelent Betekintés korunk építőművészetébe című kötet (1975). A Korunk Évkönyv 1980 Eklektika, szecesszió és kezdeti modern című tanulmányát közölte.
1989 után feladta tervezőmérnöki állását, belevetette magát a közösségi munkába. A rendszerváltás első hónapjaiban elvállalta Kolozsvár alpolgármesteri tisztségét, közben civil szervezetet alapított, a Kelemen Lajos Műemlékvédő Társaságot, az erdélyi magyar műemlékekre gondolva. Aktív szerepet vállalt abban a munkaközösségben is, amely előkészítette a dokumentációt, hogy Kolozsvár központját a világörökség részévé nyilváníthassák.
1993-tól az RMDSZ új önkormányzati struktúrájában is munkát vállalt, közben négy évig Kolozs megye tanácsosaként, később pedig az Unitárius Egyház főgondnokaként szolgálta a magyar közösségét. Vezetőségi tagja lett az Erdélyi Magyar Közművelődési Egyesületnek (EMKE), tagja volt az EME-nek, s amikor megalakult az Illyés Közalapítvány romániai alkuratóriuma, akkor évekig titkára volt a Közművelődési Szaktestületnek.
Balogh Ferenc, mint a Kelemen Lajos Műemlékvédő Társaság elnöke szervezte meg 1997. december 20-án a Kós Károly emlékestet Kolozsvárott, a nagy erdélyi építész halálának 20. évfordulója alkalmából. Bevezető előadást Balogh Ferenc tartott, a megemlékezés további előadói Lászlóffy Aladár, Murádin Jenő, Kötő József, Sas Péter.

## Írásaiból
- Balogh Ferenc: Debreczeni László : az építő és iparművész. Bukarest : Kriterion Kiadó, 1983. (Monográfia.)
- Balogh Ferenc: Kós Károly építészeti stílusáról. (Könyvrészlet.) Marosvásárhely, 1995.[4]
- Balogh Ferenc: Kós Károly műemlékvédelmi tevékenységéről. (Könyvrészlet.) Marosvásárhely, 1995.[5]

## Társasági tagság
- Kelemen Lajos Műemlékvédő Társaság (elnök, 1990 — 2002)[6]